# Kuba (Einheit)
Die, auch der Kuba, auch Koba/Goba, war ein Flüssigkeitsmaß in Abessinien und als Honigmaß geeignet.
- 1 Kuba = 62 Kubikzoll (englisch) = 1,016 Liter = 51,219 Pariser Kubikzoll
- 1 Kuba = 0,71662 Wiener Maß = 1,016 Liter = 51,219 Pariser Kubikzoll[2]